# Lakhzazra
Lakhzazra (franska: Lakhzazra (CR), Lakhzazra (Commune Rurale), arabiska: لحلاف  مزاب) är en kommun i Marocko.   Den ligger i provinsen Settat och regionen Casablanca-Settat, i den norra delen av landet, 110 km söder om huvudstaden Rabat. Antalet invånare är 8 673.